# 馮盎
馮盎（6世紀—646年），字明達，号圭璋，高州良德縣人，隋唐年間官员。出自長樂馮氏，馮寶與谯国夫人冼夫人之孫，馮僕之子，馮魂與馮暄之弟，唐朝高力士的曾祖父。唐朝越國公。

## 家族
由於北燕馮弘（胡化的漢人）不肯向北魏投降，於是逃亡至高句麗，馮弘也死於高句麗。其族人馮業帶同三百人渡海歸降南朝劉宋，定居於新會，至馮業之孫馮融，出任南梁的羅州（今廣東省化州市）刺史。馮融的兒子馮寶，娶南越俚人冼氏女冼夫人為妻，遂成為南越首領，被朝廷任命為高涼郡太守。馮寶生馮僕，馮僕生馮盎。

## 生平
隋朝开皇年间（《新唐书》作仁壽元年，601年），馮盎是宋康縣令，潮州（治海陽，今廣東潮安）、成州（治梁信，今廣東封開東南賀江口）等五州獠族（南越族一支）叛亂，馮盎趕往京師，請朝廷派兵討伐平亂。隋文帝命令左僕射楊素與他討論形勢，楊素很驚訝他的才能，說：「不意蠻夷中乃生是人！」（誰會想到外族之中，竟然會有這種人材。）文帝立即下詔命令馮盎帶領江南、嶺南（兩廣）地區士兵鎮壓，很快平息了叛亂。平亂後被授予金紫光祿大夫，同時任命為陽春郡太守。开皇十一年（591年），再平定番禺人王仲宣的叛亂，擊敗其將領陳佛智並將之斬殺，拜高州刺史。大业七年（611年），隨隋煬帝討伐遼東，升為左武衛大將軍。
隋朝末年，为汉阳太守。隋朝滅亡之後，奔還嶺南地區，成為南越族各支的首領，有軍隊五萬人。武德元年（618年），以苍梧、高凉、珠崖、番禺之地附于楚帝林士弘，并招揽交趾太守丘和，未果。武德三年（620年），番禺、新興名賊高法澄、冼寶徹等接受林士弘指揮，殺地方官員，但此時馮盎已不再依附林士弘，並帶兵打敗他們。冼寶徹兄長的兒子冼智臣，再次收聚士兵抵抗，馮盎繼續討伐，兩軍才剛交鋒，立即脫下盔甲大叫：「你們認得我嗎？」敵軍立即投降，生擒冼寶徹、冼智臣等，於是擁有了南海（今廣東省）、蒼梧（今廣西省）、珠崖（今海南省）等地，自稱總管。有人勸馮盎說：「隋朝已亡，中國動蕩，唐朝雖已應運而生，而民心未服，兩廣一帶仍未有君王。閣下統領二十個州，土地幾千里，名位未正，請自稱為南越王。」馮盎說：我一族居住兩廣已經五代了，這裡的牧伯（地方政府首長）都是我的族人，財富美女我有的是，世上的富貴中人，能像我般富貴的人不多了。我已經常常擔心會毀了祖先的基業了，還會去稱王嗎？」
唐朝武德五年（622年），向唐朝內附。唐高祖把他的領地分為高州、羅州、春州、白州、崖州、儋州、林州、振州等八個州，任命馮盎為上柱國、高州總管，封吳國公，不久改封越國公。任命他的兒子馮智戴為春州刺史，馮智彧為東合州刺史。後改封耿國公。
貞觀初年，有人說馮盎叛亂，馮盎調動軍隊到邊境。唐太宗任命右武衛將軍藺謩集結江淮一帶的軍隊去攻擊，魏徵進諫說：「天下剛剛平定，社會仍未恢復，大戰之後，疫病就會出現。而且王者的軍隊不應該為蠻夷發動，勝之不武，不勝為辱。且馮盎沒有攻擊鄰近的地區，遠方的外族，現在四海太平，為何要反叛呢？沒有作反的證據，應當以德服人，馮盎恐懼了之後，一定會自己來覲見的。」於是唐太宗派遣散騎常侍韋叔諧向馮盎傳旨，馮盎派遣馮智戴入朝作唐太宗的侍衛。唐太宗說：「魏徵一句話，勝過十萬兵。」當時藺謩的部隊已經出動了，很想立功，派遣副將上書表示馮盎是可以擊敗的，唐太宗不准，於是罷兵。
貞觀五年（631年），馮盎來覲見，宴會時被賞賜了很多東西。不久羅州、竇州各支獠族叛亂，命令馮盎帶領二萬軍隊為各軍的先鋒。叛軍據守着險要難以進攻，馮盎拿着弩對下屬說：「把箭射光時，就知道能否成功鎮壓叛亂了。」射出七枝箭就殺死了七個人，叛軍撤退，馮盎派兵追擊，斬首千餘級。唐太宗命令馮智戴回鄉探親，給予他數之不盡的賞賜，奴婢多至一萬人。馮盎善為治，閱簿最，擿奸伏，得民心。
貞觀二十年（646年）逝世，去世時，追贈左驍衛大將軍、荊州都督。
有兒子三十人，馮智戴知名，勇而有謀，能撫眾，得士死力，南越族的首領都樂意聽其差遺。曾經跟隨父親到洛陽，統領本部兵保衛父親。煬帝被弒殺之後，帶著部下逃亡回嶺南。當時有很多盜賊，到兩廣的道路不通，馮智戴戰鬥著前進。去到高涼時，被俚族（南越族一支）首領要脅當盟主，剛好馮盎來到，馮智戴才得以跟著馮盎離開。後來入朝為官，皇帝要給他升官，任命為衛尉少卿。聽說他很會用兵，指著天上的雲問：「那裡有敵軍，可以攻擊嗎？」回答說：「雲狀如樹，方辰在金，金利木柔，擊之勝。」皇帝對他的回應很震驚。最後升至左武衛將軍。去世時，追贈為洪州都督。

## 子
- 冯智戴，官至恩州刺史
- 冯智式，官至恩州刺史
- 冯智彧，武德五年（622年）七月，官至东合州刺史
- 冯智玑，官至高州刺史
- 冯智戣，官至高州刺史
- 冯智玳（冯智垡），官至潘州刺史，娶礼部尚书许敬宗之女